# Trivia monacha
Espèce
Trivia monacha est une espèce de mollusques gastéropodes marins de la famille Triviidae. Appelé grain de café, grain de café tacheté, porcelaine puce, pucelage ou cochon,,, il est proche de Trivia arctica, dont il est similaire bien qu'un peu plus grand, plus foncé et surtout tacheté.

## Description

### Morphologie

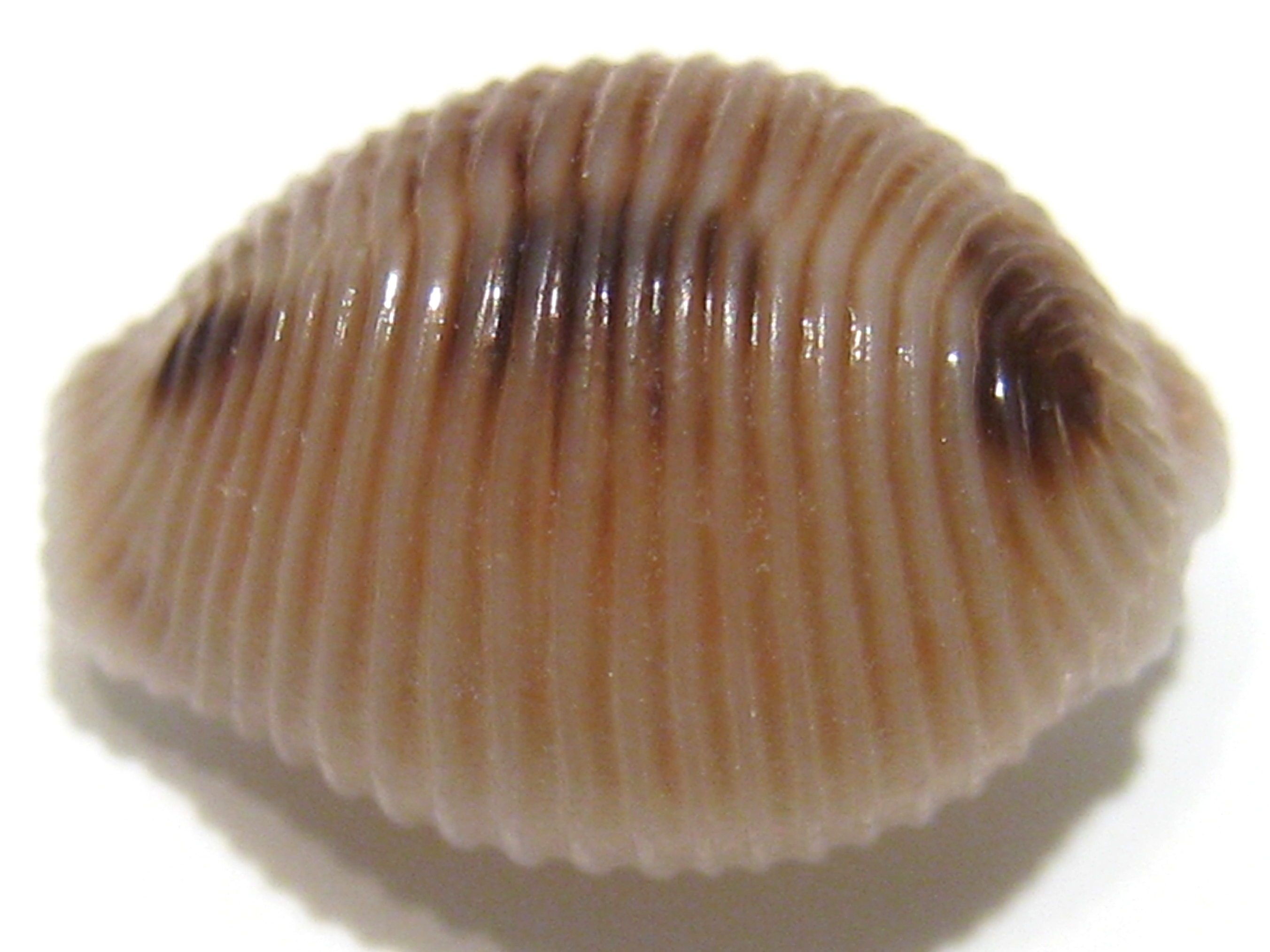
Vue latérale d'une coquille de Trivia monacha

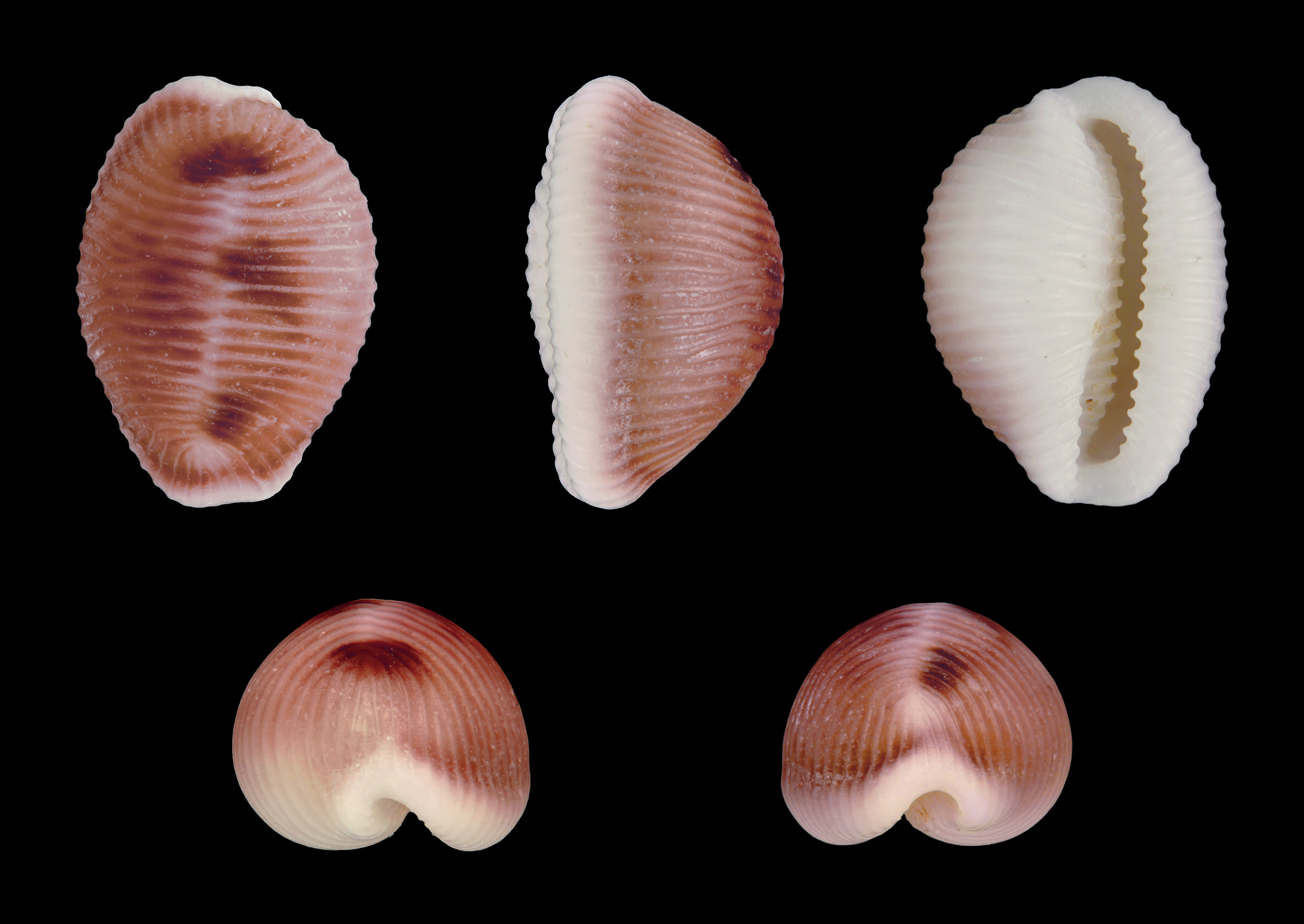
Cinq points de vue d'une coquille de Trivia monacha

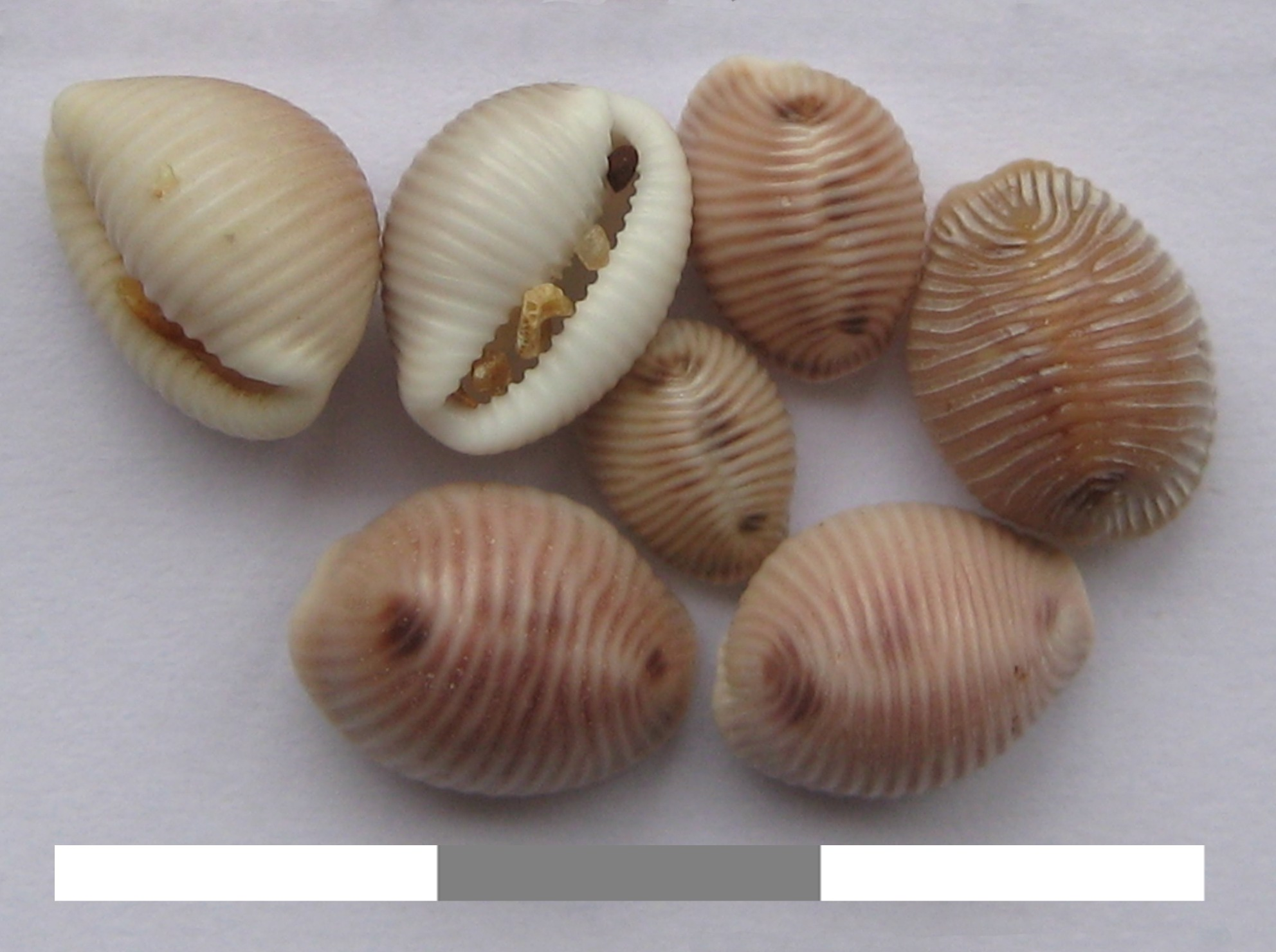
Coquilles de Trivia monacha. Échelle en cm.

Trivia monacha mesure 12 mm de long et 8 mm de large. La coquille brillante, de forme ovoïde, est couverte de stries transversales. Le dessous est plat. L'ouverture étroite se développe sur toute la longueur de la coquille. Les extrémités de l'ouverture sont incurvées vers l'intérieur, ce qui évoque un grain de café. La coquille est rouge brunâtre avec trois taches brunes sur le dessus. Les trois points sur la coquille sont caractéristiques de l'espèce,. La face ventrale est blanche. La tête, les tentacules, le pied et le manteau sont très colorés : jaune, orange, rouge, brun,, ou vert. Le pied est souvent plus clair. Le manteau recouvre presque entièrement la coquille lorsque le mollusque est actif,. 

### Espèces semblables
Trivia monacha est parfois confondu avec Trivia arctica,. Les deux espèces ont d'ailleurs été considérées comme deux formes de la même espèce jusqu'en 1925. 

### Comportement
Trivia monacha se nourrit de Botryllus schlosseri, Botrylloides leachii et Diplosoma listerianum. La saison de reproduction se situe entre la fin du printemps et l'été.

## Distribution
Trivia monacha se rencontre sur les côtes jusqu'à quarante mètres de profondeur dans l'Atlantique, la Manche et la mer du Nord. Ce mollusque est répandu sur les côtes britanniques et irlandaises et peut également se trouver en Méditerranée et sur la façade atlantique française.